# Feng shui
Feng shui (tradicionalni kineski: 風水, pojednostavljeni kineski: 风水; izgovara se: /ˌfʌŋˈʃweɪ/ - mandarinski dijalekt, ili: /ˈfʌŋʃuː.i/ - kantonski dijalekt) je drevna  kineska vještina uređenja prostora i življenja u skladu s okruženjem u kojem obitavamo, na način da privučemo pozitivnu životnu silu Chi u svoje domove i svoj život kako bi osigurali sreću cijeloj obitelji i svojim potomcima. U svojoj biti, on se temelji na promatranju nebeskih i zemaljskih sila, tj. vremena i prostora i interakciji energije ova dva faktora. A svrha mu je uravnoteženje istih kako bi se postigao sklad i sreća.
Sam izraz doslovce preveden znači "Vjetar voda", što je skraćenica za odlomak iz knjige Zangshu, koju je napisao Guo Pu iz Jin dinastije, a koji glasi:
»Chi leti na vjetru i rasipa se, a zadržava se kada naiđe na vodu.«
U prenesenom značenju ova rečenica ukazuje na pokretljivost energije i sredstva kojima ona putuje, tj. koja utječu na nju, a to su vjetar i voda.
Tradicionalni feng shui zasniva se na  kineskom  kompasu,  Luo Pan-u, koji vrlo precizno mjeri strane svijeta i daje brojne podatke potrebne za analiziranje nekog prostora. No feng shui je moguće prakticirati i uz pomoć modernog zapadnjačkog  kompasa, no u tom slučaju morate dobro poznavati  teoriju, kako biste ispravno protumačili značenje kompasnih očitanja.

## Povijest
Feng shui je star minimalno 6000 godina, što je dokazano 1988. kada je u provinciji  Henan u centralnoj Kini iskopan jedan  neolitički grob koji je sadržavao elemente feng shuia. Naime, tijelo je bilo pokopano prema feng shui pravilima, s glavom prema jugu i nogama prema sjeveru, što simbolizira kinesko shvaćanje svemira, a sa svake strane tijela koje je uokvireno školjkama, nalazila su se obilježja vrlo važna za feng shui školu forme, zeleni zmaj s lijeva i bijeli tigar s desna.
U to doba, prije izuma magnetnog  kompasa, majstori feng shuia služili su se  astronomijom, kako bi na osnovu  zvijezda utvrdili smjer sjever-jug. Neke od danas poznatih metoda u feng shuiu datiraju iz doba  neolitičke Kine, dok je većina dodana kasnije, u doba  Han,  Tang,   Song, i na koncu  Ming dinastije.
Službenim utemeljiteljem drži se Yang Yun Song, koji je napisao tri knjige koje se i danas izučavaju i prakticiraju. Na zapad se proširio ranih 1970-ih i postao veoma popularan. Masovno su se prevodile istočnjačke knjige, no na žalost, brojne važne informacije našle su se izgubljene u prijevodu, pale su žrtvom lektora ili pak zaboravljene u praksi raznih zapadnjačkih samozvanih majstora. Tako se razvio takozvani New age feng shui, koji nema puno veze s tradicionalnim. Zbog činjenice da neuko i nepravilno primjenjivanje pravila može biti ne samo beskorisno, već i štetno, New age feng shui navukao je veliku skepsu prema feng shuiu uopće. To je dovelo do toga da danas, čak i u Kini, samo jedna trećina ljudi vjeruje kako je feng shui ozbiljna i funkcionirajuća disciplina, koja može služiti na dobrobit ljudi i prostora u kojem žive. 

### Legenda
2500. g. pr. Kr. živio je legendarni Žuti car, Hoang Ti, vrhunski vojskovođa i pravedan vladar. On je postupno pobijedio druga četiri važna cara svoga doba, Crvenog, Zelenog, Bijelog i Crnog cara i na koncu zaposjeo čitavu Kinu. Za vrijeme vrlo važne bitke, kada se činilo da će ovoga puta izgubiti, jer zbog guste magle nije nalazio puta, došla je Dama devet nebesa i podarila mu Luopan, kineski kompas, ugrađen u ratnu zapregu, koji mu je pomogao orijentirati se u prostoru. Od tada se Luopan koristi i u feng shui svrhe. 

## Teorije feng shuia
Feng shui je skup više različitih škola ili teorija, koje se međusobno razlikuju, ali i nadopunjuju. Najpoznatije među njima, da nabrojim samo neke, su: 
- Teorija oblika (Xingfa)

Analizira neko geografsko područje prema njegovim fizičkim obilježjima, bez uporabe kompasa, a u potrazi za mjestom na koje Chi stiže putem vjetra i nastanjuje se kraj vode. Ovo je prva i najstarija feng shui škola, koja datira iz vremena kasne dinastije Han (190-220 g. pr. Kr.), čak prije nego što je sam izraz feng shui prvi puta upotrijebljen.  
- Kompasna teorija (Liqi Pai, što u prijevodui znači Škola pravila Chia, no kako je to malo komplicirano za reći, na zapadu se uvriježio naziv Škola kompasa ili Kompasna teorija, prema instrumentu koji je potreban za njezino prakticiranje)

Objedinjuje više podteorija, poput Teorije osam kuća, koja se bavi pojedinim sektorima doma i Leteće zvijezde (Xuankong
Feixing), koje se bave vremenskim aspektom i promjenom energije u različitim vremenskim periodima. Kompasna teorija datira iz perioda 722–481 g. pr. Kr. Zasnovana je na stavu da svaki kardinalni pravac ima svoju vrstu energije koja je međusobno različita.
- teorija Četiri stupa sudbine, koja se bavi analizom natalne karte pojedinca i analiziranjem čovjekovog života, po njegovim fazama, na neki način otkriva njegovu sudbinu.